# Stammliste des Hauses Bernadotte
Stammliste des Hauses Bernadotte:
1. Karl XIV. Johann (Schweden) (1763–1844), 1811 adoptiert von König Karl XIII. (Schweden), seit 1818 König von Schweden ⚭ 1798 Désirée Clary (1777–1860), Tochter von François Clary
  1. Oskar I. (Schweden) (1799–1859) ⚭ 1823 Josephine von Leuchtenberg (1807–1876), Tochter von General Eugène de Beauharnais (1781–1824)
    1. Karl XV. (Schweden) (1826–1872) ⚭ Luise von Oranien-Nassau (1828–1871), Tochter von Wilhelm Friedrich Karl von Oranien-Nassau (1797–1881)
      1. Louise von Schweden-Norwegen (1851–1926) ⚭ 1869 König Friedrich VIII. (Dänemark) (1843–1912)
      2. Carl Oskar (1852–1854)
      3. (unehelich) Carl Rudolf Bernadotte Nordenstam (1863–1942)
        1. Eyvind (1913–1983)
        2. Fridtjov (1909–1976)

    2. Franz Gustav von Schweden (1827–1852), Herzog von Uppland
    3. Oskar II. (Schweden) (1829–1907) ⚭ Sophia von Nassau (1836–1913), Tochter von Herzog Wilhelm I. (Nassau) (1792–1839)
      1. Gustav V. (Schweden) (1858–1950) ⚭ Viktoria von Baden (1862–1930), Tochter von Friedrich I. (Baden, Großherzog) (1826–1907)
        1. Gustav VI. Adolf (Schweden) (1882–1973) ⚭ (I) Margaret of Connaught (1882–1920), Tochter von Arthur, 1. Duke of Connaught and Strathearn (1850–1942); ⚭ (II) Louise Mountbatten (1889–1965), Tochter von Admiral Ludwig von Battenberg (1854–1921)
          1. Gustav Adolf Erbprinz von Schweden (1906–1947) ⚭ 1932 Sibylla von Sachsen-Coburg und Gotha (1908–1972), Tochter von Herzog Carl Eduard (Sachsen-Coburg und Gotha) (1884–1954)
            1. Margaretha (* 1934) ⚭ 1964 John Ambler (1924–2008)
            2. Birgitta (1937–2024) ⚭ 1961 Johann Georg von Hohenzollern (1932–2016)
            3. Désirée (* 1938) ⚭ 1964 Niclas Silfverschiöld (* 1934)
            4. Christina (* 1943) ⚭ 1974 Tord Magnuson (* 1941)
            5. Carl XVI. Gustaf (* 1946) ⚭ 1976 Silvia Renate Sommerlath (* 1943)
              1. Victoria von Schweden (* 1977) ⚭ 2010 Daniel Westling (* 1973)
                1. Estelle von Schweden (* 2012)
                2. Oscar von Schweden (* 2016)

              2. Carl Philip von Schweden (* 1979) ⚭ 2015 Sofia Hellqvist (* 1984)
                1. Alexander von Schweden (* 2016)
                2. Gabriel von Schweden (* 2017)
                3. Julian von Schweden (* 2021)
                4. Ines von Schweden (* 2025)

              3. Madeleine von Schweden (* 1982) ⚭ 2013 Christopher Paul O’Neill (* 1974)
                1. Leonore von Schweden (* 2014)
                2. Nicolas von Schweden (* 2015)
                3. Adrienne von Schweden (* 2018)

          2. Sigvard Bernadotte (1907–2002), Graf von Wisborg ⚭ (I) 1934–1943 Erika Patzek (1911–2007); ⚭ (II) 1943–1961 Sonja Robbert (1909–2004); ⚭ (III) 1961 Marianne Lindberg (* 1924)
            1. (II) Michael (* 1944) ⚭ 1976 Christine Vellhöjer (* 1947)
              1. Kajsa (* 1980)

          3. Ingrid von Schweden (1910–2000) ⚭ 1935 König Friedrich IX. (Dänemark)
          4. Bertil von Schweden (1912–1997) ⚭ 1976 Lillian May Davies (1915–2013)
          5. Carl Johan Bernadotte (1916–2012), Graf von Wisborg ⚭ (I) 1946 Kerstin Wijkmark (1910–1987); ⚭ (II) 1988 Gunnilla Wachtmeister af Johannishus (* 1923)
            1. (adoptiert 1951) Monica Kristina Margaretha Bernadotte (* 1948) ⚭ 1976–1997 Johan Peder Graf Bonde von Björnö (* 1950); drei Kinder
            2. (adoptiert 1950) Christian Carl Henning Bernadotte (* 1949) ⚭ 1980 Marianne Jenny (* 1958)
              1. Christina Margaretha Sophie Bernadotte (* 1983)
              2. Richard Carl Jakob Bernadotte (* 1985)
              3. Philip Carl William Bernadotte (* 1988)

        2. Wilhelm von Schweden (1884–1965), Herzog von Södermanland ⚭ 1908–1914 Marija Pawlowna Romanowa (1890–1958), Tochter von Großfürst Pawel Alexandrowitsch Romanow (1860–1919)
          1. Lennart Bernadotte (1909–2004), seit 1932 Graf von Wisborg ⚭ (I) 1932 Karin Nissvandt (1911–1991) (geschieden 1971); ⚭ (II) 1972 Sonja Haunz (1944–2008)
            1. (I) Birgitta (* 1933) ⚭ 1955 Friedrich Otto Straehl (1922–2011); fünf Kinder
            2. (I) Maria Lovisa (1935–1988) ⚭ 1956 Rudolf Adolf Kautz (1930–2007); drei Kinder
            3. (I) Jan (1941–2021) ⚭ (I) 1965–1967 Gunilla Stampe (1941–2010); ⚭ (II) 1967–1970 Anna Skarne (* 1944); ⚭ (III) 1972–1974 Annegret Thomssen (* 1938); ⚭ (IV) 1974–1987 Maritta Berg (1953–2001); ⚭ (V) 1993 Gabrielle Kick (* 1949); ⚭ (VI) 2004 Christiane Gräfin Bernadotte of Wisborg (* 1944); 1.Stefan Graf Bernadotte of Wisborg (* 1963) ⚭(VII) 2012 Gunilla Irene Stenfors (* 1957)
              1. Sophia Magdalena (* 1968) ⚭ Michael Söderström (* 1965)
                1. Marie Bernadotte (* 1997)
                2. Carl-Fredrik Bernadotte (* 1998)
                3. Lovisa Bernadotte (* 1999)

              2. Cia-Rosemarie (* 1972) ⚭ Sven Roderburg (* 1972); zwei Kinder
              3. Alexander Wilhelm (* 1977) ⚭ Carina König (* 1981)
                1. Desirée (* 2006)
                2. Amélie (* 2010)

              4. Stephan (* 1980)

            4. (I) Cecilie (* 1944) ⚭ 1967–1974 Hans Jörg Baenkler (* 1939)
            5. (II) Bettina Bernadotte (* 1974) ⚭ 2004 Philipp Haug (* 1973); zwei Kinder
            6. (II) Björn Bernadotte (* 1975) ⚭ 2009 Sandra Angerer (* 1977)
            7. (II) Catherina Ruffing-Bernadotte (* 1977) ⚭ 2007 Romuald Ruffing (* 1966)
            8. (II) Christian Wolfgang (* 1979) ⚭ 2010 Christine Stoltmann (* 1977)
              1. Maximilian Benedikt (* 2010)

            9. (II) Diana (* 1982) ⚭ 2003–2007 Bernd Grawe (* 1966)
              1. Paulina-Marie (* 2004)
              2. Eric Hagen Lennart (* 2010) (Vater unbekannt)

        3. Erik Gustaf (1889–1918), Herzog von Westermanland

      2. Oskar Karl August (1859–1953), Prinz von Schweden und Norwegen, Herzog von Gotland, seit 1888 Prinz Bernadotte (schwedischer und luxemburgischer Titel), Graf von Wisborg (1892–1953) ⚭ 1888 Ebba Munck af Fulkila (1858–1946)
        1. Maria Sophia Henrietta (1889–1974)
        2. Carl Oscar (1890–1977) ⚭ (I) 1915–1935 Marianne von Geer zu Leufsta (1893–1978); ⚭ (II) 1937 Gerty Börjesson (1910–2004)
          1. (I) Dagmar Ebba Märtha Marianne (1916–2019) ⚭ 1936 Nils Magnus von Arbin (1910–1985), fünf Töchter
          2. (I) Nils Carl Oscar (1918–1920)
          3. (I) Oscar Carl Emanuel (1921–2018) ⚭ (I) 1944–1950 Ebba-Anna Gyllenkrok (1918–2009); (II) 1950 Gertrud Ollen (1916–1999)
            1. (I) Ebba Marianne Charlotte (* 1945) ⚭ (I) 1970–2002 Pontus Reutersvård (* 1943); (II) 2005 Lars Ahlström (* 1943), zwei Kinder aus 1. Ehe
            2. (II) Kristina (* 1951) ⚭ (I) 1977 Peder Freiherr Langenskiöld (* 1950); (II) 1982 Lars Hedström (* 1947), zwei Söhne aus 2. Ehe
            3. (II) Birgitta (* 1953) ⚭ (I) 1980–1990 Richard van Helleputte (* 1955); (II) 1992 Gunnar Sundquist (* 1951), zwei Söhne aus 1. Ehe
            4. (II) Carl Ludvig (* 1955) ⚭ 1981 Charlotte Urban (* 1954)
              1. Josephine Eva (* 1984)
              2. Fredrika Jessica (* 1985)
              3. Elsa Marianne (* 1988)

          4. (I) Märtha Elsa Catharina (1926–2020) ⚭ 1948–1968 Tore Henrik Nilert (1915–1997); vier Kinder
          5. (II) Claes Oscar Carl (* 1942) ⚭ 1969 Birgitta Magnusson (* 1943)
            1. Carl Johan Edward (* 1970) ⚭ 2001 Anna Olsson (* 1971)
              1. Carl Wilhelm Olof (* 2002)
              2. Wilhelm (* 2004)
              3. Sophia (* 2006)

            2. Lovisa Maria Ingrid (* 1973) ⚭ 2004 Heinz Assmann (* 1962), eine Tochter

        3. Ebba Sophia (1892–1936) ⚭ 1918 Carl Freiherr Fleetwood (1885–1966)
        4. Elsa Victoria „Tess“ (1893–1996) ⚭ 1929 Carl Axel Cedergren (1891–1971)
        5. Folke Bernadotte (1895–1948), schwedischer Offizier und Philanthrop ⚭ 1928 Estelle Manville (1904–1984)
          1. Gustaf Eduard (1930–1936)
          2. Folke (* 1931) ⚭ 1955 Christine Glahns (* 1932)
            1. Anne Christine (* 1956) ⚭ 1989 Per Larsen (* 1953); zwei Kinder
            2. Carl Folke (* 1958) ⚭ 2000 Birgitta Elisabeth Larsson (* 1959)
              1. Carl Folke (* 1998)
              2. William (* 2002)

            3. Maria Estelle (* 1962) ⚭ 1983 Umberto Ganfini (* 1955); zwei Söhne
            4. Gunnar Fredrik (* 1963) ⚭ 1990 Karin Lindsten (* 1963)
              1. Folke (Ockie) Klas Vilhem (* 1996)
              2. Astrid Ruth Estelle (* 1999)

          3. Fredrik Oscar (1934–1944)
          4. Bertil Oscar (* 1935) ⚭ (I) 1966 Rose-Marie Heering (1942–1967); (II) 1981 Jill Georgina Rhodes-Maddox (* 1947)
            1. Oscar Alexander (* 1982)
            2. Edward Gustav (* 1983)
            3. Astrid Desirée Estelle (* 1987)

      3. Carl von Schweden (1861–1951) ⚭ 1897 Ingeborg von Dänemark (1878–1958), Tochter von König Friedrich VIII. (Dänemark) (1843–1912)
        1. Margaretha von Schweden (1899–1977) ⚭ 1919 Axel von Dänemark (1888–1964), Sohn von Prinz Waldemar von Dänemark (1858–1939)
        2. Märtha von Schweden (1901–1954) ⚭ 1929 König Olav V. (1903–1991)
        3. Astrid von Schweden (1905–1935) ⚭ 1926 König Leopold III. (Belgien) (1901–1983)
        4. Karl (1911–2003) ⚭ (I) 1937–1951 Elsa von Rosen (1904–1991); (II) 1954–1961 Ann Margareta Larsson (1921–1975); (III) 1978 Kristine Rivelsrud (1932–2014)
          1. (I) Madeleine (* 1938) ⚭ (I) 1962–1980 Charles Albert Ullens de Schooten Whettnall (1927–2006); (II) 1981 Nicos Kogevinas (1918–2006)

      4. Eugen Napoleon von Schweden (1865–1947), Kunstmaler

    4. Eugénie von Schweden (1830–1889)
    5. Karl Nikolaus (1831–1873) (Prinz August) ⚭ Therese von Sachsen-Altenburg (1836–1914), Tochter von Eduard von Sachsen-Altenburg (1804–1852)